# 湿地车
濕地車（日语：／）是日本陸軍開發的運輸車輛。也被稱為FB器。

## 概要
在二戰前，日軍曾設想與蘇聯進行戰爭，但赤塔和滿洲附近的濕地地形使運輸受到極大阻礙。因此陸軍設計了幾種類型的車輛來穿過濕地。
1933年，三菱重工設計了車輛，並製造原型車。命名SB器。經測試後，能夠穿越水域、陸地和濕地。但無法通過深泥，因此未被採用。
1934年，三菱重工東京機器製作了第二輛原型車，命名FB器，比先前的車較小。經測試後結果良好。之後投入製造。有一種說法，該車於1934年到日本戰敗時共生產146輛。

## 構造

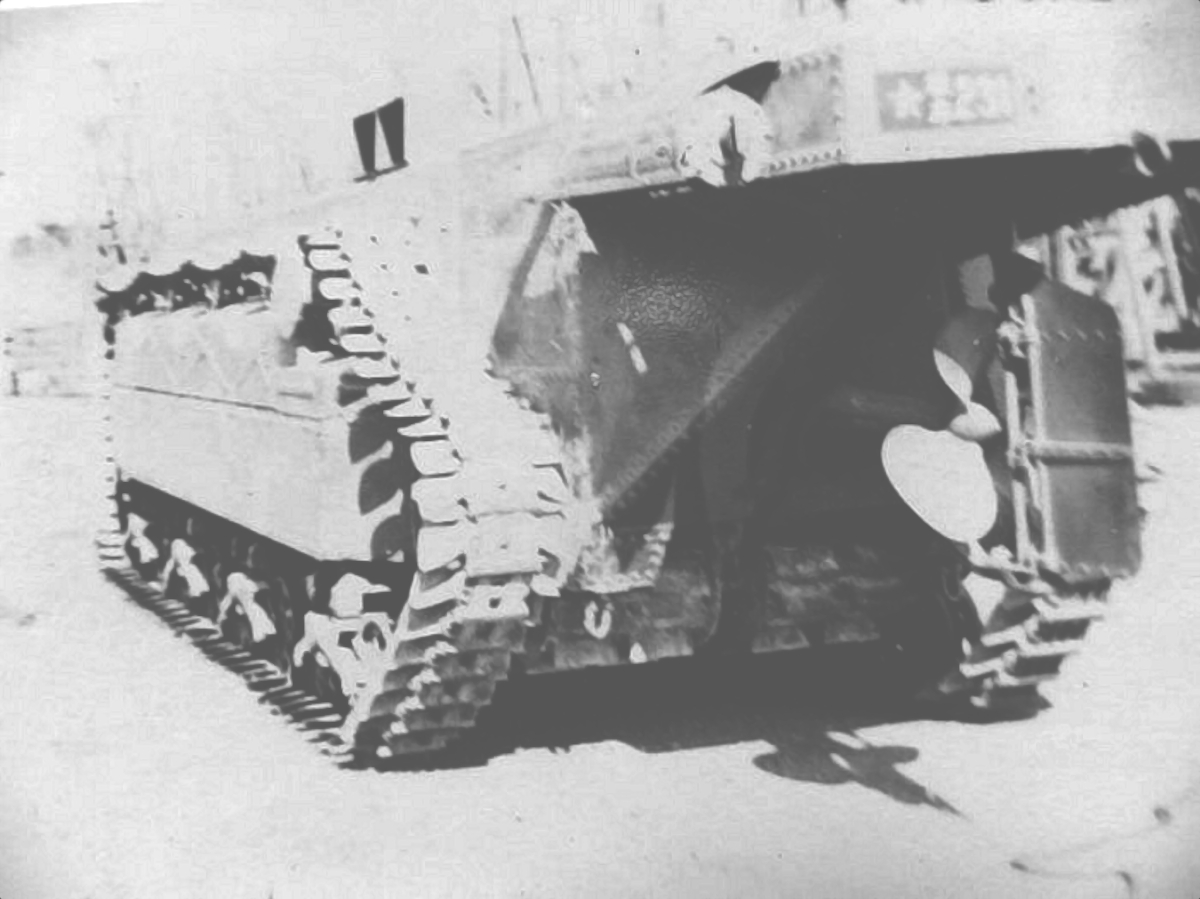
SB器的背面

SB器的基本結構是輕型框架的履帶式兩棲車輛。車體由鋼板製成，履帶上覆蓋有波紋管式橡膠履帶。後部安裝了螺旋槳，使其能夠漂浮在水上。總重量為10噸。引擎輸出功率為100馬力。但在泥濘地區會無法移動。
濕地車（FB器）的構造變得更小、更輕，重量至約5噸。在車輛前部有一個箱形駕駛艙。駕駛艙四面為窗戶，前窗裝有雨刷。車輛前方底部有兩個U型牽引裝置。後部是開放式貨艙，框架和板比後部的大型履帶式擋泥板高。駕駛艙後方有六根座艙蓋支柱的U形管道，橫跨貨艙和兩側。
濕地車的懸掛由覆蓋車輛兩側的大型履帶組成。軌道的頂部由擋泥板覆蓋。擋泥板的側面都安裝燈。履帶佔約車輛寬度的三分之一，前部有導輪，八組小滾輪，後部有啟動輪。履帶的形狀從SB型變更為橡膠鰾型，附著在履帶上。車輛後方有螺旋槳，在陸地上行駛時，螺旋槳會被升起。但舵不會被升起。

## 性能
當敵方車輛無法進入的濕地時。可以用運輸濕地車部隊和大砲。
SB器可在陸地、水上、濕地上行駛，但履帶功能不足，無法在泥濘地區移動。且載有一個步兵班。
濕地車（FB器）可以穿越比SB器更多的地型，包括泥地和雪地。在雪地由兩到四輛雪橇拉動，雪橇由膠合板製成的可折疊雪橇。可運送40到50名士兵或兩門野戰炮。該車的負載能力約為2噸。在濕地、水和雪上的牽引能力分別為1,800公斤、550公斤和250公斤。

## 其他车辆
1957年，陸上自衛隊在湿地车辆的基础上试制了泥地作业车。